# Список заслуженных артистов Российской Федерации 1992 года
Ниже приведён полный список заслуженных артистов Российской Федерации (166 человек) получивших звание в 1992 году.
Жирным шрифтом выделены артисты, ставшие позднее народными артистами РФ.

## 21 февраля 1992 — Указ № 1992,0171[1]
- Старыгин Игорь Владимирович — Киноактер, город Москва

## 6 апреля 1992 — Указ № 1992,0372[2]
- Аввакумова Светлана Владимировна — Артистка Камчатского областного драматического театра
- Бутакова Маргарита Николаевна — Художественный руководитель детской группы «Песенка про все» Московской концертной организации (Москонцерт)
- Голубь Людмила Сергеевна — Артистка Московской концертной организации (Москонцерт)
- Кашаев Анвар Баширович — Артист Волгоградского театра юного зрителя
- Левашов Дмитрий Григорьевич — Артист симфонического оркестра Томской областной филармонии
- Михно Александр Васильевич — Артист Государственного академического симфонического оркестра, город Москва
- Янковский Владимир Янович — Артист академического симфонического оркестра Новосибирской филармонии

## 6 апреля 1992 — Указ № 1992,0373[3]
- Данилов Михаил Александрович — Солист детской филармонии Государственного концертного объединения «Ленконцерт», город Санкт-Петербург
- Двинская Татьяна Владимировна — Артистка Иркутского областного драматического театра имени Н. П. Охлопкова
- Иванова Людмила Иннокентьевна — Солистка Пермской областной филармонии
- Пожаров Александр Анатольевич — Артист московского театра «Эрмитаж»
- Шебуева Ольга Михайловна — Артистка Самарского академического театра драмы имени М. Горького

## 6 мая 1992 — Указ № 1992,0445[4]
- Гаврилова Людмила Михайловна — Артистка Самарского театра юного зрителя
- Карлова Людвига Александровна — Артистка Мурманского областного драматического театра
- Петров Виталий Егорович — Солист Чувашской государственной филармонии
- Сергеев Александр Михайлович — Солист Хабаровского краевого театра музыкальной комедии
- Трофимов Александр Алексеевич — Артист Московского театра на Таганке

## 8 мая 1992 — Указ № 1992,0488[5]
- Банковский Игорь Владимирович — Преподаватель Высшего государственного музыкального училища имени Гнесиных, город Москва
- Григоренко Ольга Григорьевна — Артистка Свердловского областного театра оперетты
- Дмитиреев Александр Иванович — Солист камерной филармонии государственной концертной организации «Нева-концерт», город Санкт-Петербург
- Лисициан Рубен Павлович — Солист Московской государственной филармонии
- Мороз Валентина Леонтьевна — Артистка Новосибирского драматического театра «Красный факел»
- Петченко Зинаида Федоровна — Старший преподаватель Петрозаводского филиала Санкт-Петербургской государственной консерватории имени Н. А. Римского-Корсакова, Республика Карелия
- Чеботарев Владимир Владимирович — Артист симфонического оркестра Кузбасса Кемеровской областной филармонии

## 10 июня 1992 — Указ № 1992,0604[6]
- Березуцкая Валентина Фёдоровна — Артистка кино, город Москва
- Вертоградов Андрей Аркадьевич — Артист кино, город Москва
- Выходцева Инна Николаевна — Артистка кино, город Москва
- Малышев Валерий Александрович — Артист кино, город Москва
- Матвеева Альбина Борисовна — Артистка театра и кино, город Москва
- Ферапонтов Владимир Петрович — Артист кино, город Москва
- Шульгин Виктор Сергеевич — Артист кино, город Москва

## 23 июня 1992 — Указ № 1992,0644[7]
- Маштаков Валерий Николаевич — Артист Московской концертной организации (Москонцерт)
- Маштакова Валентина Аникандровна — Артистка Московской концертной организации (Москонцерт)

## 23 июня 1992 — Указ № 1992,0651[8]
- Зернова Алла Львовна — Артистка Московской концертной организации (Москонцерт)
- Новиков Борис Георгиевич — Артист Московской концертной организации (Москонцерт)

## 24 июня 1992 — Указ № 1992,0679[9]
- Ермаков Владимир Николаевич — Солист Нижегородского театра оперы и балета имени А. С. Пушкина
- Куликов Александр Георгиевич — Директор детской музыкальной школы N 66 города Москвы
- Поповчук Михаил Илларионович — Солист Краснодарской краевой филармонии
- Пудышева Ольга Альбертовна — Артистка Государственного академического Северного русского народного хора, Архангельская область
- Скусниченко Пётр Ильич — Доцент Московской государственной консерватории имени П. И. Чайковского
- Таращенко Виталий Васильевич — Солист оперы Московского академического музыкального театра имени К. С. Станиславского и Вл. И. Немировича-Данченко

## 12 июля 1992 — Указ № 1992,0761[10]
- Ушаков Игорь Владимирович — Регент хора Санкт-Петербургского подворья Спасо-Преображенского Валаамского монастыря

## 26 августа 1992 — Указ № 1992,0950[11]
- Дудин Борис Александрович — Солист ансамбля песни и пляски Московского округа ПВО
- Коротеев Евгений Васильевич — Дирижёр-хормейстер ансамбля песни и пляски Московского округа ПВО

## 27 августа 1992 — Указ № 1992,0970[12]
- Дюсьметова Марина Викторовна — Артистка Томского областного театра куклы и актёра «Скоморох»
- Кудимов Сергей Борисович — Артист Пермского областного театра кукол
- Лозбень Ирина Владимировна — Солистка оркестра Государственной симфонической капеллы России, город Москва
- Петров Игорь Алексеевич — Артист Московского театра на Таганке
- Подмогильный Владимир Иванович — Артист Белгородского областного драматического театра имени М. С. Щепкина
- Смирнов Николай Валентинович — Солист Московского театра «Русский балет»
- Смирнов-Тверской Юрий Борисович — Преподаватель Центральной средней специальной музыкальной школы при Московской государственной консерватории имени П. И. Чайковского
- Соловьев Сергей Вадимович — Солист оркестра Государственной симфонической капеллы России, город Москва

## 27 августа 1992 — Указ № 1992,0971[13]
- Иванов Лев Владимирович — Доцент Саратовской государственной консерватории имени Л. В. Собинова
- Павлов Леонид Николаевич — Заведующий отделением Музыкального училища при Московской государственной консерватории имени П. И. Чайковского
- Рудин Александр Израилевич — Солист Московской государственной филармонии
- Соболев Александр Ильич — Преподаватель Музыкального училища при Московской государственной консерватории имени П. И. Чайковского

## 27 августа 1992 — Указ № 1992,0972[14]
- Котов Иван Васильевич — Артист Лысьвенского драматического театра Пермской области
- Ласкари Ирина Кирилловна — Артистка Санкт-Петербургского кукольного театра сказки
- Лебедева Елена Владимировна — Солистка Нижегородского театра оперы и балета имени А. С. Пушкина
- Малышева Галина Андреевна — Артистка Кировского областного драматического театра имени С. М. Кирова
- Петрова Ирина Алексеевна — Артистка Новосибирского театра юного зрителя
- Поздняк Лариса Кирилловна — Артистка Рыбинского драматического театра Ярославской области
- Простецов Петр Алексеевич — Артист Государственной компании «Российский цирк», город Москва

## 27 августа 1992 — Указ № 1992,0982[15]
- Зинкина Алевтина Васильевна — Солистка оперы Чувашского государственного музыкального театра
- Серёгина Ольга Витальевна — Солистка балета Чувашского государственного музыкального театра
- Шапиро Захар Зиновьевич — Концертмейстер оркестра Чувашского государственного музыкального театра

## 19 сентября 1992 — Указ № 1992,1098[16]
- Иванов Виктор Дмитриевич — Солист, художественный руководитель инструментального трио «Звоны русские» Московской областной филармонии
- Комолятов Николай Андреевич — Артист Московской областной филармонии
- Кулов Мухаммед Хаджибечирович — Артист Государственного ансамбля народного танца Адыгеи
- Маковецкий Сергей Васильевич — Артист Государственного академического театра имени Евг. Вахтангова, город Москва
- Трошина Людмила Михайловна — Артистка Новосибирского театра юного зрителя

## 20 октября 1992 — Указ № 1992,1272[17]
- Балагина Нина Владимировна — Солистка Свердловского академического театра музыкальной комедии
- Басаргина Надежда Александровна — Солистка Свердловского академического театра музыкальной комедии
- Ляпидевский Роберт Анатольевич — Артист Государственного академического центрального театра кукол имени С. В. Образцова
- Мишарин Виталий Николаевич — Солист Свердловского академического театра музыкальной комедии

## 20 октября 1992 — Указ № 1992,1275[18]
- Гейзик Александр Фридрихович — Артист Свердловской областной филармонии
- Пашутин Александр Сергеевич — Артист Московского международного театрального центра имени М. Н. Ермоловой
- Устьянцев Василий Петрович — Музыкальный руководитель ансамбля танца «Урал» Челябинского государственного концертного объединения
- Филатов Юрий Викторович — Заведующий кафедрой Воронежского государственного института искусств
- Чернов Иван Федорович — Артист симфонического оркестра Омской областной филармонии
- Шальных Валерий Александрович — Артист Московского театра «Современник».

## 20 ноября 1992 — Указ № 1992,1469[19]
- Акинин Александр Тимофеевич — Солист симфонического оркестра Воронежского театра оперы и балета
- Антонов Юрий Владимирович — Солист Московской Государственной филармонии
- Болдырев Владимир Борисович — Артист Московской областной филармонии
- Горячева Елена Ивановна — Главный хормейстер Государственного академического русского народного хора имени М. Е. Пятницкого, город Москва
- Жерздева Эльмира Сергеевна — Солистка Московской концертной организации (Москонцерт)
- Киркоров Бедрос Пилибос — Солист Новгородской областной филармонии
- Мойсеев Соломон Гиршевич — Артист симфонического оркестра Екатеринбургской филармонии
- Параскева Виктор Николаевич — Солист Московской государственной филармонии
- Прошин Николай Александрович — Солист Иркутского музыкального театра
- Саракасидис Георгий Иванович — Солист Московской областной филармонии
- Скрипай Анатолий Александрович — Проректор, доцент Саратовской государственной консерватории имени Л. В. Собинова
- Сухоруков Анатолий Кузьмич — Концертмейстер группы валторн академического симфоничес кого оркестра Санкт-Петербургской государственной филармонии имени Д. Д. Шостаковича
- Чинакаев Ханяфи Мавлидинович — Концертмейстер группы гобоев академического симфонического оркестра Санкт-Петербургской государственной филармонии имени Д. Д. Шостаковича

## 20 ноября 1992 — Указ № 1992,1471[20]
- Акбаев Азрет-Али Шогаибович — Артист Карачаево-Черкесского республиканского национального драматического театра
- Быков Игорь Константинович — Солист Магаданского областного музыкального и драматического театра имени М. Горького
- Васильева Елена Анатольевна — Артистка балета Государственного Красноярского ансамбля танца Сибири
- Власова Светлана Юрьевна — Артистка Московской концертной организации (Москонцерт)
- Дейкина Галина Ивановна — Артистка Екатеринбургского театра кукол
- Идрисов Сулумбек Гиланиевич — Артист балета Московской областной филармонии
- Лемешевская Елена Геннадьевна — Солистка балета Музыкального театра Чувашской Республики
- Макарова Людмила Николаевна — Артистка Костромского областного театра кукол
- Махнева Татьяна Дмитриевна — Артистка Кировского театра юного зрителя имени Н. Островского, Кировская область
- Осипов Борис Михайлович — Артист Московского областного театра юного зрителя
- Школьников Олег Яковлевич — Артист Московской концертной организации (Москонцерт)

## 8 декабря 1992 — Указ № 1992,1525[21]
- Авьерино-Лапиадо Людмила Николаевна — Артистка иллюзионного аттракциона Государственной компании «Российский цирк»
- Довейко Владимир Владимирович — Артист-акробат Государственной компании «Российский цирк»
- Кох Татьяна Леонидовна — Артистка иллюзионного аттракциона Государственной компании «Российский цирк»
- Кукес Юрий Матвеевич — Артист иллюзионного аттракциона Государственной компании «Российский цирк»
- Маслянов Исмар Исмарович- Артист-дрессировщик Государственной компании «Российский цирк»
- Сквирский Николай Яковлевич — Артист-дрессировщик Государственной компании «Российский цирк»

## 28 декабря 1992 — Указ № 1992,1651[22]
- Абрамов Андрей Львович — Артист Рязанского областного театра кукол
- Гребенникова Елена Вилорьевна — Солистка балета Государственного академического хореографического ансамбля «Березка», город Москва
- Козлов Александр Владимирович — Солист балета Государственного академического хореографического ансамбля «Березка», город Москва
- Королева Наталья Васильевна — Артистка Иркутского драматического театра имени Н. П. Охлопкова
- Мильштейн Олег Сергеевич — Художественный руководитель ансамбля «Оризонт» Ставропольской краевой филармонии
- Новикова Клара Борисовна — Артистка Московского театра миниатюр
- Плотников Борис Григорьевич — Артист Центрального академического театра Советской Армии, город Москва
- Плотникова Людмила Ивановна — Солистка оперы Екатеринбургского академического театра оперы и балета
- Черемухина Нина Владиславовна — Артистка Новомосковского драматического театра, Тульская область
- Шмелькова Нина Ивановна — Артистка Государственного академического центрального театра кукол имени С. В. Образцова, город Москва
- Ярмак Владимир Власович — Артист Белгородского областного драматического театра имени М. С. Щепкина

## 31 декабря 1992 — Указ № 1992,1714[23]
- Ауздайчер Моисей Ильич — Концертмейстер симфонического оркестра Екатеринбургской государственной филармонии
- Афанасьев Игорь Аркадьевич — Концертмейстер симфонического оркестра Иркутской областной филармонии
- Бондарь Юрий Николаевич — Художественный руководитель Екатеринбургской государственной детской филармонии
- Деринг Галина Анатольевна — Солистка Государственного академического русского народного хора имени М. Е. Пятницкого, город Москва
- Добровольская Валентина Михайловна — Солистка оперы Екатеринбургского академического театра оперы и балета
- Жданов Владимир Фомич — Режиссёр кафедры оперной подготовки, старший преподаватель Московской государственной консерватории имени П. И. Чайковского
- Иванова Людмила Георгиевна — Солистка Московской государственной филармонии
- Ильвес Надежда Эдуардовна — Солистка оперы Самарского академического театра оперы и балета
- Калинский Сергей Шимонович — Солист Краснодарского театра оперетты
- Камалов Эрвин Григорьевич — Доцент Астраханской государственной консерватории
- Маркелов Александр Николаевич — Солист Московского академического театра оперетты
- Мельников Леонид Яковлевич — Концертмейстер академического симфонического оркестра Московской государственной филармонии
- Проволоцкая Алла Алексеевна — Солистка оперы Нижегородского театра оперы и балета имени А. С. Пушкина
- Семенихин Вячеслав Александрович — Концертмейстер группы флейт Московского государственного академического симфонического оркестра
- Сметанин Сергей Леонидович — Артист оркестра Государственного академического Северного русского народного хора, Архангельская область
- Шварц Яков Петрович — Концертмейстер группы фаготов симфонического оркестра Екатеринбургской государственной филармонии
- Шикарёва Наталья Дмитриевна — Солистка балета Самарского академического театра оперы и балета

## 31 декабря 1992 — Указ № 1992,1716[24]
- Алфёрова Ирина Ивановна — Артистка Московского театра «Ленком»
- Аманова Светлана Геннадьевна — Артистка Государственного академического Малого театра
- Каздохов Султан Хамидович — Артист Кабардинского драматического театра имени А. Шогенцукова
- Краснов Виталий Владимирович — Артист Московского драматического театра имени Н. В. Гоголя
- Левенбук Альберт Семёнович (Симхович) — Художественный руководитель, директор Московского еврейского театра «Шалом»
- Левина Анна Михайловна — Артистка Мичуринского драматического театра, Тамбовская область
- Лидарская Изольда Александровна — Артистка Оренбургского областного драматического театра
- Матасова Лидия Леонидовна — Артистка Нового экспериментального театра, город Волгоград
- Мисостишхов Пшизаби Забекович — Артист Кабардинского драматического театра имени А. Шогенцукова
- Мухин Сергей Сергеевич — Артист Государственного академического центрального театра кукол имени С. В. Образцова, город Москва
- Мушурьян Симон Данилович — Артист Московского государственного академического симфонического оркестра России
- Соловьёв Геннадий Капитонович — Артист Удмуртского драматического театра
- Шевцов Евгений Борисович — Артист Ростовского областного театра кукол

## 31 декабря 1992 — Указ № 1992,1717[25]
- Беляев Александр Павлович — Артист симфонического оркестра Иркутской областной филармонии
- Брохес Михаил Борисович — Солист Московской концертной организации (Москонцерт)
- Даниленко Александр Иванович — Концертмейстер группы кларнетов симфонического оркестра Государственной филармонии на Кавказских Минеральных Водах, Ставропольский край
- Демьянова Инга Ивановна — Солистка Московской концертной организации (Москонцерт)
- Жданова Татьяна Григорьевна — Артистка Московского государственного академического камерного хора
- Кациров Ефим Леонидович — Солист Московского академического театра оперетты
- Королёв Александр Александрович — Артист Московского государственного академического симфонического оркестра России
- Маркова Татьяна Фёдоровна — Солистка Саратовского государственного театра оперетты
- Пружанский Аркадий Михайлович (Арон Ихиль-Михилевич) — Артист Московского государственного академического камерного хора
- Рунова Валентина Георгиевна — Артистка симфонического оркестра Омской областной филармонии
- Свистов Владимир Николаевич — Солист оперы Московского академического музыкального театра имени К. С. Станиславского и Вл. И. Немировича-Данченко

## 31 декабря 1992 — Указ № 1992,1722[26]
- Житков Леонид Павлович — Артист театра оперетты города Свердловска-44

## 31 декабря 1992 — Указ № 1992,1723[27]
- Капусткин Николай Ильич — Артист театра музыкальной комедии города Томска-7